# Włoskie przekłady Biblii

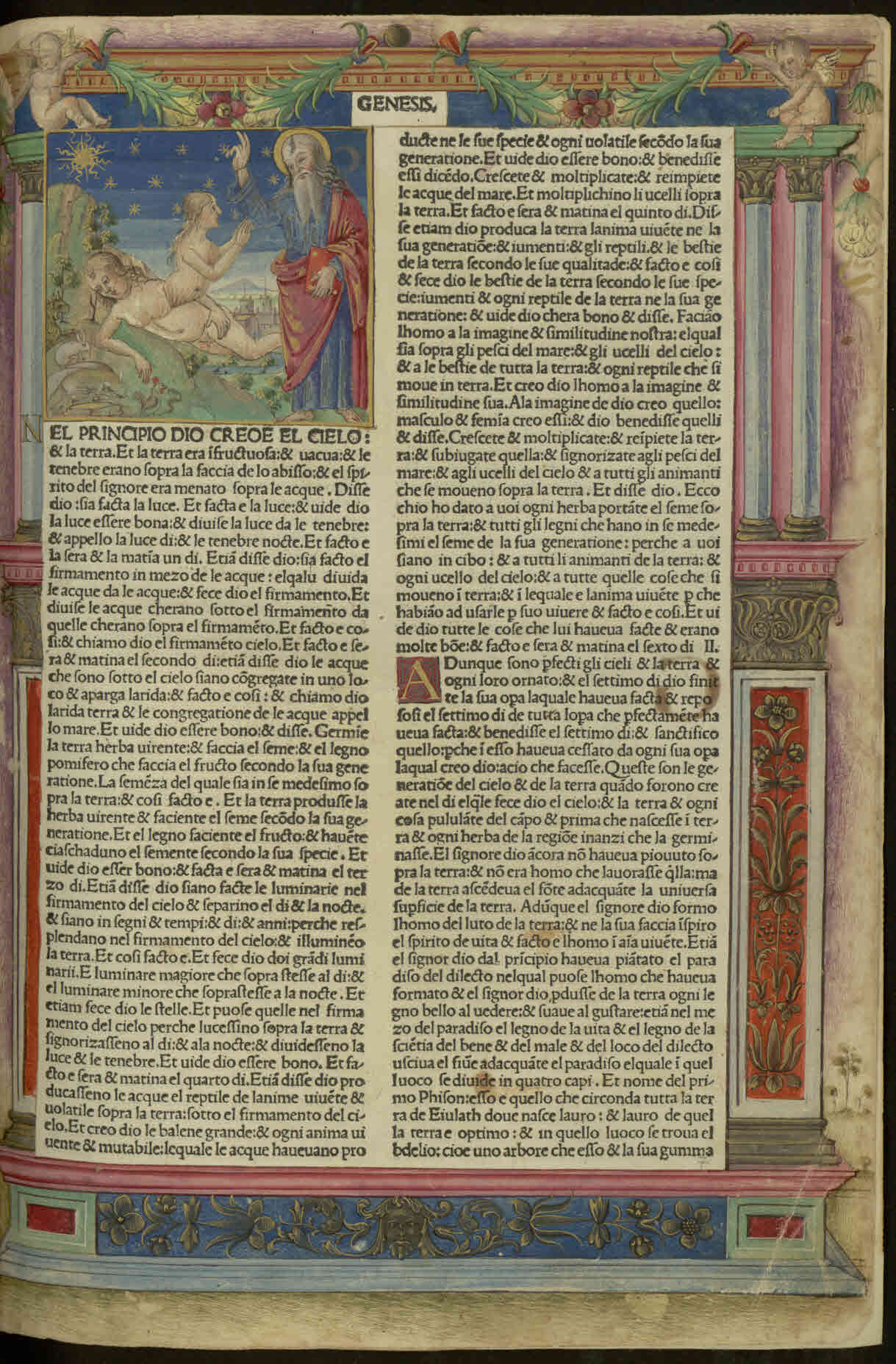
Biblia Malermi (1487)

Włoskie przekłady Biblii – ogół przekładów Pisma Świętego na język włoski, których pierwsze fragmenty zaczęły powstawać przypuszczalnie w stosunkowo wczesnym okresie rozpowszechnienia Wulgaty. Przekład włoski był pierwszym tłumaczeniem Biblii na żywe języki średniowieczne (przed tak wpływowymi jak przekłady niemieckie i angielskie). Biblia Malermi w języku włoskim wydana w roku 1471 była też trzecim pierwodrukiem całej Biblii (po łacińskiej Biblii Gutenberga z 1455 i niemieckiej Biblii Mentelina z 1466).

## Historia

### Najstarsze tłumaczenia
Najstarsze cząstkowe rękopisy biblijne w języku włoskim datowane są na XIV wiek. Powstawały one poprzez łączenie wcześniejszych anonimowych fragmentów cząstkowych zawierających poszczególne księgi biblijne lub grupy ksiąg. Pierwotnie tłumaczono teksty do użytku liturgicznego – właściwie są to bardziej rozszerzone wyjaśnienia i parafrazy tekstów biblijnych niż same tłumaczenia. Podstawą tych prac był tekst łacińskiej Wulgaty być może jeszcze sprzed wersji ustalonej na Uniwersytecie Paryskim w początkach XIII wieku (Correctorium Parisiense), przez co mogły powstawać w początkowym okresie rozpowszechniania Wulgaty. Innym źródłem mogły być przekłady na starożytny język francuski i/lub starożytny język prowansalski. Włoskie manuskrypty biblijne są rzadkie i prawie zawsze niekompletne, a z powodu ścisłego trzymania się tekstu Wulgaty ich wartość jest zdecydowanie niższa.
Choć pierwsze tłumaczenia powstawały w środowiskach dysydentów religijnych korzystali z nich również dominikańscy i franciszkańscy mnisi. Autorzy pierwszych przekładów są anonimowi. W XIV wieku Domenico Cavalca podpisał się imieniem. Natomiast Remigi d’Ardigno de’Ricci, Ghinazzone de Siena, Iacopo da Voragine czy Iacopo Passavanti korzystali z tekstu Biblii wyłącznie w celach literackich. Dopiero przekłady drukowane w języku włoskim przyjmuje się za właściwe przekłady na język narodowy.

### Wydania drukowane do połowy XVI wieku
Od początku XV do końca XIX wieku oprócz wydań cząstkowych powstało 8 przekładów lub rewizji Biblii. Do najważniejszych należały:
- Biblia Malermi (Bibbia d’agosto) – przekład kameduły Nicolò Malermiego (ok. 1422–1481), wydany w Wenecji 1 sierpnia 1471 roku przez Vindelino ze Spiry. Tekst przekładu został skompilowany na podstawie XIV-wiecznych tłumaczeń toskańskich. Powstał w ten sposób przekład bardziej jednorodny ale jednocześnie o obniżonych walorach czternastowiecznego języka. Było to wydanie dwutomowe, tekst na stronie był zapisany w dwóch kolumnach. Dzieło cieszyło się dużą popularnością o czym świadczy 11 wydań do końca XV wieku i blisko 20 w wieku XVI[3].

- Biblia Jensoniana (Bibbia d’ottobre) – przekład nieznanego autora, wydany przez francuskiego drukarza Nicolò Jensona w Wenecji, 1 października 1471 roku. Tekst został oparty na tłumaczeniach XIV-wiecznych. W miejscach gdzie występowały braki tłumacz korzystał z Bibbia d’agosto. Biblia ta naśladuje przekład Malermiego. Oba przekłady są zgodne w tekście Nowego Testamentu i Psalmów jednocześnie wykazując znaczące różnice w przekładzie Starego Testamentu. Biblia Jensoniana nie zdobyła popularności. Przekład ma znaczenie dla języka włoskiego, natomiast nie ma dla krytyki tekstu[4].

- Biblia Brucioli – przekład Antonio Brucioliego (ok. 1498–1556) wydany w Wenecji. W roku 1530 ukazał się Nowy Testament, a w 1532 cała Biblia. Wydawcą był Lucantonio Giunti. Tłumacz na stronie tytułowej zadeklarował przekład z języków oryginalnych. W zakresie NT wykorzystał grecko-łaciński tekst Novum Instrumentum omne Erazma z Rotterdamu z roku 1516, zaś w zakresie ST łaciński tekst dominikanina Santesa Pagnino z roku 1527 (Veteris et Novi Testamenti nova translatio). Biblia Brucoli jest pierwszym przekładem dokonanym przez jednego autora na język współczesny i równocześnie to pierwsza Biblia na Zachodzie w niektórych fragmentach odbiegająca od interpretacji Wulgaty[a]. Autor sympatyzował z protestantyzmem lecz nigdy nie zerwał z Kościołem katolickim. Jego przekład znalazł się na Indeksie ksiąg zakazanych. Od roku 1538 ukazywały się wydania poprawione, z których rewizja Filippa Rusticiego stała się oficjalnym przekładem włoskich protestantów, którzy emigrowali z Włoch[4].

- Biblia Marmochiniego – rewizja dominikanina Sante Marmochiniego, wydana w Wenecji w roku 1538 przez Lucantonio Giuntiego. Marmochini jedynie poprawił fragmenty przetłumaczone przez Brucioliego z Wulgaty Santesa Pagnino. W zakresie NT Marmochini włączył rewizję dominikanina Zaccherii. Dzieło przypominało wydanie Brucioliego lecz nie zdobyło popularności[5].

W tym samym okresie ukazywały się też cząstkowe przekłady wśród których wyróżnia się wydanie dwujęzyczne włosko-francuskie. W tekście włoskim po raz pierwszy zastosowano w nim podział na rozdziały i wersety.

### Biblia włoska po Dekretach trydenckich
8 kwietnia 1546 roku podczas IV sesji Soboru trydenckiego Kościół katolicki wydał dekret definiujący katolicki kanon Pisma Świętego oraz uznający za oficjalny tekst Kościoła łacińską Wulgatę. Wydany przez papieża Pawła IV w 1559 roku Indeks ksiąg zakazanych zawierał oficjalny zakaz drukowania, posiadania lub czytania Biblii w językach narodowych. Pierwszym oficjalnym dokumentem Kościoła rzymskokatolickiego ograniczającym dostęp do Pisma Świętego była konstytucja apostolska Piusa IV Dominici gregis rustodiae z 1564. Zakazano wiernym korzystać z niekatolickich wydań Biblii, a korzystanie z katolickich przekładów na języki nowożytne było dozwolone tylko za zgodą biskupa lub inkwizytora. W roku 1569 wydanie zgody zarezerwowano dla papieża, choć z upoważnienia papieża wydawali ją biskupi. Decyzja ta na parę wieków pozbawiła katolików nie znających łaciny bezpośredniego dostępu do  tekstu Biblii.
- Biblia Diodati – przekład z języków oryginalnych ewangelika Giovanniego Diodati (1576–1649), znawcy języków starożytnych, wydany w Genewie w roku 1607. Wydanie składało się z trzech tomów: Stary Testament, Apokryfy (3 i 4 Księga Ezdrasza oraz księgi deuterokanoniczne) oraz Nowy Testament. Każdy tom ma oddzielną paginację a tomy I i III posiadają uwagi marginesowe. Jedno z najlepszych wydań w protestantyzmie. Przekład uważany za przekład wzorcowy tamtego okresu. Tłumaczenie jest napisane w sposób jasny, dla poprawnego oddania znaczenia autor zastosował niekiedy parafrazy. W roku 1641 Diodati wydał nową edycję, zmieniając zarówno przekład jak też poszerzając uwagi marginesowe. Edycja ta była wielokrotnie przedrukowywana, aż do początku XX wieku[c][7].

- Biblia Martiniego (La Sacra Bibbia) – przekład Antonio Martiniego (1720–1803). Nowy Testament ukazał się w sześciu tomach w latach 1769–1771, zaś Stary Testament w szesnastu tomach w latach 1776–1781. Tekst był tłumaczony z Wulgaty w konfrontacji z językami oryginalnymi. Wydanie zawiera obszerne wprowadzenia i rozbudowane przypisy pobożnościowe. Doczekało się kilku wznowień oraz nowej edycji, wydanej w latach 1782–1792. Wśród włoskich katolików najbardziej rozpowszechniony przekład Biblii aż do Soboru watykańskiego II[8].

W XIX wieku do najważniejszych tłumaczy fragmentów Biblii należeli: Gian Bernardino De Rossi, ks. Gregorio Ugdulena i Carlo M. Curci. Gian Bernardino De Rossi, uczony z Padwy, przetłumaczył Psalmy (1808), Koheleta (1809), Hioba (1812), Przysłów (1815) i Lamentacje Jeremiasza (1823). 
tłumaczenia te były wierne oryginałowi lecz słabe stylistycznie. Ks. Ugdulena nie ukończył swojej pracy, opublikował jedynie Pięcioksiąg, Księgę Jozuego i Księgi Królewskie, reszta pozostała w rękopisach. Była to w zasadzie rewizja Biblii Diodati w świetle osiągnięć XIX-wiecznej
wiedzy historycznej. Carlo M. Curci wykonał solidną pracę z wykorzystaniem dużej wiedzy, jednak spotkała się ona z dużymi zastrzeżeniami w zakresie krytyki tekstu.
Wśród przekładów żydowskich wyróżnił się Isacco Samuele Reggio, autor hebrajsko-włoskiego przekładu Pięcioksięgu (Wiedeń 1821) oraz poetyckiej wersji Księgi Izajasza (Wiedeń 1831). Natomiast hebraista Samuel David Luzzato (1800–1865), po wcześniejszych opracowaniach częściowych, w czterech tomach wydał pełny przekład La Sacra Bibbia volgarizzata da S. D. Luzzato e continuatori w latach 1872–1875).

## Wiek XX
Skutkiem ograniczania bezpośredniego dostępu wiernych do tekstu Biblii był wyraźny kryzys życia religijnego i nieznajomość Pisma Świętego we Włoszech. Dopiero od połowy XX wieku włoscy katolicy mogli sięgać po teksty biblijne tłumaczone bezpośrednio z języków oryginalnych, a nie jak wcześniej z Wulgaty. W XX wieku ukazało się 27 różnych przekładów lub edycji Biblii na język włoski (sporą grupę stanowią edycje zawierające oficjalny tekst Konferencji Episkopatu Włoch). Wśród znaczących należy wymienić:
- La Sacra Bibbia. Versione Riveduta – przekład komisji pod kierownictwem G. Luzziego wydany przez Società Britannica e Forestiera, Rzym 1924. Przekładu dokonano z języków oryginalnych, zawiera zwięzłe przypisy i odsyłacze. Jest to rewizja Biblii Diodati[12].

- La Bibbia tradotta dai testi originali e annotata – przekład z języków oryginalnych, dokonany przez waldensa Giovanniego Luzziego, wydany we Florencji w kolejnych tomach w latach 1921–1930. Przekład zawiera księgi deuterokanoniczne oraz przypisy i odnośniki. Tom I to wprowadzenie ogólne i szeroki komentarz. Jest to tłumaczenie równoległe do rewizji Luzziego przekładu Biblia Diodati[12].

- La Sacra Bibbia – przekład wydany we Florencji w roku 1929. Tłumaczenia dokonano z Wulgaty, z wyjątkiem miejsc gdzie Wulgata nie przekazuje tekstu hebrajskiego lub greckiego. Nad tłumaczeniem i opracowaniem pracowali: A. Mercati, G. Bonaccorsi, G. Castaldi, G. Giovannozzi, G. Mezzacasa, F. Ramorino, G. Ricciotti, G.M. Zampini. Przekład ten miał równoważyć edycje Pisma Świętego promowane przez protestantów. Prezentowana jako pierwszy przekład od czasów Biblii Martiniego[13].

- La Sacra Bibbia – przekład Giuseppe Ricciottiego z łacińskiej Wulgaty (Florencja 1939–1940). Początkowo opublikowana w wielu zeszytach a następnie w jednym tomie. Tekst zawiera bardzo zwięzłe przypisy. Jest to w zasadzie przedruk wydania z roku 1929, do którego dołączono wprowadzenia i przypisy G. Ricciottiego[13].

- La Sacra Bibbia – przekład z Wulgaty (Turyn 1931), skorygowana wersja Biblii Martiniego opracowana przez M. Salesa[13].

- La Sacra Bibbia – przekład z Wulgaty E. Tintoriego (Alba 1931). Zawiera zwięzłe przypisy[14].

- La Sacra Bibbia – przekład z języków oryginalnych, którego dokonali A. Vaccari (red.), G. Berini, G. Mezzacasa, A. Parenti, T. Piatti, G.B. Re, G. Rinaldi, F. Scerbo, M. Tellina, M. Toccabelli, L. Tondelli, R. Tramontano. Pierwsze wydanie 10-tomowe (Mediolan-Rzym-Florencja 1957–1958), natomiast w roku 1961 ukazało się wydanie jednotomowe (Florencja 1961). Posiada obszerne dodatki, indeksy, rysunki i zdjęcia oraz mapy. Przy pracy nad przekładem wykorzystano wydania krytyczne. Podczas tłumaczenia przyjęto zasadę: „nie słowo za słowo lecz sens za sens”. Skorzystano z osiągnięć leksykografii. Komentarze odnoszą się do zabytków starożytności potwierdzających Biblię oraz zawierają elementy dogmatyki katolickiej[15].

- La Sacra Bibbia – katolicki przekład z języków oryginalnych, którego dokonali: G. Robaldo, G. Cortoldi, F. Pasquero, V. Mulone, F. Nardoni (Rzym 1958). Zawiera wstępy do ksiąg i przypisy ułatwiające poznanie treści Biblii. Inicjatorem przekładu był G. Alberione. W zamierzeniu dzieło ma charakter duszpasterski lecz jest przeznaczone dla każdego czytelnika. W roku 1962 przekład został objęty szeroką kampanią reklamową[16].

- La Bibbia – przekład z języków oryginalnych dokonany przez F. Nardoniego (Florencja 1960). Oprócz wprowadzenia, odnośników i krótkich przypisów posiada wykaz imion i głównych zagadnień oraz chronologiczny schemat głównych wydarzeń. Jest to tłumaczenie ściśle dosłowne i z tego względu przeznaczone dla studentów i grup biblijnych[17].

- La Sacra Bibbia tradotta dai testi originali e commentata – przekład z języków oryginalnych, który przygotowali: S. Garofalo (red.), F. Vattioni (koordynator Starego Testamentu), L. Algisi (koordynator Nowego Testamentu). W roku 1961 ukazało się wydanie trzytomowe, a dwa lata później wydanie jednotomowe. Posiada obszerne przypisy a w dodatku tablice chronologiczne. Zawiera również ponad 200 stron ilustracji. Tłumacze przekładu skorzystali z najnowszych osiągnięć filologii, krytyki literackiej i krytyki historycznej. Celem wydawców było oddanie klimatu języków oryginalnych. Imiona osób i nazwy miejsc (o ile nie weszły na stałe do języka włoskiego) zostały przeniesione z języków oryginalnych, a nie z łaciny[18].

- La Sacra Bibbia – trzytomowy katolicki przekład z języków oryginalnych, który dokonali E. Galbiati, A. Penna, P. Rossano (Turyn 1963). Przekład zawiera wprowadzenia, przypisy, ok. 90 fotografii i 5 map geograficznych. Tłumaczenie zrównoważone, wierne oryginałowi, nie zawiera parafraz. Zaletą tego wydania jest ujednolicony tekstu przekładu. Tekst tej edycji stał się podstawą do przekładu Biblii oficjalnie zatwierdzonego przez Konferencję Episkopatu Włoch[19].

- La Sacra Bibbia – franciszkański przekład z języków oryginalnych B. Marianiego (Mediolan 1964). Zawiera wprowadzenia ogólne i historyczno-geograficzne a także przypisy, odnośniki, mapy geograficzne i indeks analityczny. Komentarz obejmuje krytykę literacką, historię, archeologię, i geografię. Przypisy zawierają katolickie informacje doktrynalne i historyczne. Celem autorów był przekład współczesny i wierny zarazem. W tym celu zwłaszcza w ST starano się o wyrażenia semickie. Imiona hebrajskie (z wyjątkiem tych, które weszły do języka włoskiego) zapisano w transkrypcji uproszczonej, a nie naukowej. Ujednolicono wartości miar, wag i monet[20].

- Traduzione del nuovo mondo delle Scritture – przekład dokonany przez włoskich Świadków Jehowy z angielskiego wydania Przekładu Nowego Świata z roku 1961 (Nowy Jork 1968). NT ukazał się w roku 1963. Zgodnie z ogólnoświatowym charakterem wyznania Świadków Jehowy przekładu dokonano z języka angielskiego. Zawiera wprowadzenie, rozbudowane odnośniki, bardzo krótkie przypisy, indeks słów biblijnych, szersze omówienie kilku zagadnień dotyczących tłumaczenia, rysunki i mapy geograficzne. W roku 1987 wydano rewizję przekładu na bazie angielskiego wydania z roku 1987, konsultując go ze starożytnymi tekstami hebrajskimi i greckimi, a także edycję z przypisami[21]. W roku 2017 wydano kolejną rewizję na podstawie wydania z roku 2013[22][23] (w 2019 roku opublikowano online pierwszą część Pisma Świętego w Przekładzie Nowego Świata – wydanie do studium). Cechą charakterystyczną przekładu jest konsekwentne oddawanie imienia Bożego w formie Geova (Jehowa). W wydaniu z roku 1987 zatroszczono się o jednolitość tłumaczenia stosując ustalone znaczenie najważniejszych terminów wszędzie tam gdzie występują one w języku oryginału[21].

- La Sacra Bibbia Concordata – ekumeniczny przekład z języków oryginalnych (Mediolan 1968). Tłumaczenia dokonali: S. Cavaletti, A. Dutanti, A. Mattioli, L. Moraldi, B. Prete, A. Riccardi i inni. Redakcja: S. Cipriani, G. Gamberini, P.P. Grassi, P. Kizeridis, F. Montagnini, A. Soggin, E. Toaff i inni. Przekład ukazał się w wydaniu dwu i jednotomowym. Posiada wprowadzenie ogólne, wprowadzenie historyczno-literackie oparte na najnowszych badaniach historycznych, archeologicznych, filologicznych i językoznawczych, zwięzłe przypisy, mapy geograficzne oraz obszerny indeks analityczny z wykazem imion, rzeczy, miejsc paralelnych; poza tekstem. Zawiera również ponad 60 reprodukcji obrazów o tematyce biblijnej. Przekład ma kanon aleksandryjski przez co zawiera wszystkie księgi uznawane za natchnione przez Kościół katolicki i prawosławny. Powstał w wyniku współpracy katolików, protestantów, prawosławnych oraz żydów. Jednym z celów było opracowanie wspólnego przekładu w czasie gdy na rynku wydawniczym funkcjonowała duża ilości tłumaczeń różniących się między sobą. Język przekładu jest żywy i płynny i ma oddawać sens za sens. Jest to pierwszy włoski przekład ekumeniczny[24].

- La Sacra Bibbia – przekład z języków oryginalnych Konferencji Episkopatu Włoch, którego dokonali: S. Bovo, G. Bressan, G. Canfora, S. Cipriani, F. Nardoni, N. Palmarini, A. Piazza, L. Randellini, F. Vattioni, S. Zedda (Watykan 1971). Uwzględniono wersje Septuaginty i Neowulgaty oraz osiągnięcia współczesnej egzegezy. Tekst posiada komentarze i przypisy jako dodatek do każdej księgi. Przekład został stworzony na potrzeby liturgiczne a zamysł nowego przekładu powstał w czasie obrad Soboru Watykańskiego II. Wydanie z 1971 roku opublikowano w dwóch tomach: tom I to  Stary Testament i Nowy Testament, tom II zawierał wprowadzenie i przypisy, których ze względu na liturgiczny charakter nie umieszczono w tomie I. W roku 1974 wydano przekład z niewielkimi poprawkami. W roku 1988 rozpoczęto prace nad wydaniem poprawionym. Była to pierwsza edycja Biblii wydana w języku narodowym z inicjatywy i pod patronatem episkopatu. Konferencja Episkopatu Włoch powzięła zamiar by wydać przekład z języków oryginalnych, zgodny teologicznie z nauczaniem Kościoła, nowoczesny a zarazem zachowujący piękno języka włoskiego, rytm i harmonię tekstu na tyle by ułatwić jego proklamację oraz opracowanie muzyczne do możliwości chóralnego wykonywania podczas liturgii. Prace nad tekstem trwały od 1966 do 1971 roku. W niektórych miejscach w nawiasach podano nazewnictwo ksiąg według Wulgaty. W roku 1988 rozpoczęto prace nad dostosowaniem tekstu do Neowulgaty. W roku 1997 opublikowano edycję NT przygotowaną w oparciu o nowo odkryte manuskrypty greckie[25].

- La Bibbia di Gerusalemme – tekst edycji pochodzi z tłumaczenia Konferencji Episkopatu Włoch z 1971 roku (Bolonia 1974). Wydanie posiada wprowadzenia i komentarze egzegetyczne z francuskiego wydania La Bible de Jèrusalem z 1973 roku. Zachowano francuskie tytuły perykop i odnośniki do tekstów paralelnych. Dzięki temu czytelnikom udostępniono oficjalny przekład Biblii, zatwierdzony przez Konferencję Episkopatu Włoch, równocześnie przekazując wartościowy komentarz egzegetyczny francuskiej Biblii Jerozolimskiej. Uwagi odnotowują i uzasadniają miejsca w których tekst Konferencji Episkopatu Włoch różni się od tekstu Biblii Jerozolimskiej. Dodatki zawierają tablice chronologiczne, kalendarz, tablice miar i monet, indeks alfabetyczny najważniejszych imion i nazw miejsc, mapy geograficzne[26].

- Bibbia TOB – tekst edycji pochodzi z tłumaczenia Konferencji Episkopatu Włoch z 1971 roku (Turyn 1976; 1982; 1992). Przekład ma wydania trzy i jednotomowe. Wprowadzenia, bogate przypisy, odnośniki na marginesie zostały zaczerpnięte z francuskiego przekładu ekumenicznego TOB (Traduction Oecuménique de la Bible) z roku 1987. Wydanie z 1992 roku posiada tablice chronologiczne, tablice miar i wag, indeks alfabetyczny, mapy geograficzne. Księgi biblijne zostały ułożone w kolejności: Stary Testament, księgi deuterokanoniczne, Nowy Testament. Odstępstwa od tekstu masoreckiego zostały odnotowane w przypisach. Jednotomowa Biblia nosi tytuł Bibbia da studio TOB[26].

- La Bibbia – tekst edycji pochodzi z tłumaczenia Konferencji Episkopatu Włoch z 1974 roku (Rzym 1974, 1978). Zawiera wprowadzenia, graficzne tablice chronologiczne, zwięzłe przypisy, odnośniki na marginesie a także kalendarze liturgiczne, indeks analityczny, mapy geograficzne, ok. 600 ilustracji oraz ok. 150 barwnych fotografii. Edycja ma służyć jako pomoc duszpasterska, a tekst Biblii jest w tej edycji tylko częścią dzieła. Komentarz został umieszczony w tekście i wyróżniony inną czcionką (podobnie jak wydanie francuskie) co ma pozwalać na równoczesne zapoznawanie się z kontekstem historycznym i religijnym. Tekst wydania zawiera się w jednej kolumnie[27].

- La Bibbia a cura dei Gesuiti di S. Fedele – tekst edycji pochodzi z tłumaczenia Konferencji Episkopatu Włoch z 1974 roku (Mediolan 1980). Wydanie w dziesięciu tomach. W tekście edycji umieszczono obszerny komentarz. Wydanie jest bogato ilustrowane, zawiera fotografie, mapy i teksty pozabiblijne[28].

- Bibbia. Parola di Dio scritta per noi – tekst edycji pochodzi z tłumaczenia Konferencji Episkopatu Włoch z 1974 roku (Turyn 1980). Wydanie trzytomowe. Zawiera wprowadzenia, przypisy, odnośniki na marginesie oraz różnego rodzaju uzupełnienia: tablice synoptyczne, indeks liturgiczny, mapy geograficzne oraz tablice miejsc i osób biblijnych. W Pięcioksięgu zaznaczono sigla poszczególnych tradycji (J – jahwistycznej, E – elohistycznej, P – kapłańskiej i Rd – materiału redakcyjnego Rd)[28].

- Bibbia per la formazione cristiana – tekst edycji pochodzi z tłumaczenia Konferencji Episkopatu Włoch z 1971 roku (Bolonia 1993). Tekst tej edycji to szeroki wybór tekstów ze Starego Testamentu i cały Nowy Testament. Posiada odnośniki, komentarze do fragmentów lub paragrafów, indeks tematów oraz kilka opracowań katechetycznych[29].

- La Bibbia – tekst edycji pochodzi z tłumaczenia Konferencji Episkopatu Włoch z 1971 roku (Casale M. 1995). Edycja po każdej księdze zawiera syntezę teologiczną. Zawiera również obszerne przypisy, odnośniki na marginesie, indeks, mapy, wykaz imion i miejsc, synopsy, tablice chronologiczne, słowniczek arecheologiczno-geograficzny, wykaz badań archeologicznych oraz opracowania katechetyczne[29].

- La Parola del Signore. Bibbia TILC (Traduzione interconfesionale in lingua corrente) – przekład z języków oryginalnych, którego dokonali: V. Bertalot, G. Boggio, A. Bonora, R. Caedo, M. Cimosa, B. Costabel, D. Garrone, C. Ghidelli, S. Lanza, M. La Posta, T. Lorenzin, R. Petraglio, S. Rapisarda, A. Soggin, P.F. Tagliacarne, P. Tamietti (NT – Turyn-Rzym 1976, pełny przekład 1985, rewizja Nowego Testamentu 2001). Przekład powstał w wyniku współpracy międzywyznaniowej katolików z protestantami. Zawiera krótkie wprowadzenia, odnośniki i zwięzłe przypisy, słowniczek, indeks analityczny, tablicę chronologiczną, 15 map geograficznych. Przekład daleki jest od dosłowności ale nie posiada parafrazy. Tłumacze posłużyli się metodą ekwiwalencji metodycznej by ułatwić zrozumienie tekstu. Powstały dwa wydania różniące się obecnością ksiąg  deuterokanonicznych. Przekład uzyskał nieoczekiwaną popularność[30].

- La Bibbia. Nuovissima versione dai testi originali – katolicki przekład z języków oryginalnych, którego dokonali: G. Bernini, S. Cavalletti, G. Danieli, N. Loss (Rzym 1983). Tekst zawiera wprowadzenia, zwięzłe przypisy, indeks analityczny, indeks podstawowych nazw własnych, tablicę chronologiczną, mapy geograficzne. W latach 1967–1980 tłumaczenie ukazało się w 48 tomach. Pomysł wzorowany na zeszytowej wersji Biblii Jerozolimskiej. Do tekstu dołożono bardzo obszerny komentarz objaśniający terminy biblijne i imiona. W jednym tomie ukazał się w roku 1983, wielokrotne wznawiany. W 1991 roku kompletny 48-tomowy zbiór zeszytowy wydano w czterech sporych tomach (ST – dwa tomy, NT jeden i jeden tom z wieloma dodatkami). W komentarzach uwzględniono tylko najważniejsze warianty tekstowe uzasadniając wybory dokonywane przez tłumaczy. Komentarz ma charakter interpretacji historyczno-teologicznej by nakreślić problemy historii i teologii biblijnej[31].

- La Bibbia per la Famiglia – tekst edycji pochodzi z tłumaczenia La Bibbia (Mediolan 1993–1999). Wydanie zeszytowe. Tekst ma stanowić pomoc do poznawania Biblii w rodzinie i we wspólnotach kościelnych. W centrum każdej stronicy ma wyróżniony graficznie tekst biblijny. Po lewej stronie tekstu biblijnego zamieszczono rodzaj opowiadania, które w zwięzły sposób objaśnia treść. Po prawej znajduje się lista tematów, symboli, miejsc, postaci oraz ciekawostki biblijne. Są to zazwyczaj zwięzłe hasła, wzbogacane ilustracjami, które mogą funkcjonować jako obszerny słownik biblijny. Na koniec grupy rozdziałów umieszczono rodzaj podsumowania, podkreślającego poruszone tematy teologiczne czy moralne omawianego fragmentu. Wydanie jest ilustrowane reprodukcjami dzieł sztuki. W edycji umieszczono również syntezę tekstu z przeznaczeniem do nauczania dzieci. Całość komentarza zamyka wypowiedź znanych postaci o wartości przekazu biblijnego[32].

- La Sacra Bibbia. Versione Nuova Riveduta – przekład z języków oryginalnych, nie podaje autorów (Genewa 1994, Rzym 1995). Zawiera wprowadzenia, odnośniki i krótkie przypisy, a w dodatku kolorowe mapy. Jest to rewizja przekładu G. Luzziego – La Sacra Bibbia. Versione Riveduta (z roku 1924)[33].

- La Bibbia. Edizione condensata di Selezione del Reader’s Digest – tekst edycji pochodzi z tłumaczenia Konferencji Episkopatu Włoch. Autorem wprowadzenia do ST: G. Ravasi, do NT G. Saldarini (Mediolan 1995). Zawiera wprowadzenia, indeks ogólny i analityczny, słownik terminów i wyrażeń. Jest to edycja z tekstem celowo skróconym. Poprzez usunięcie powtarzających się słów zdań i powtórek uzyskano tekst skondensowany. Autorzy wyszli z założenia, że w Biblii są części które można pominąć by Biblia trafiła do szerokiego grona odbiorców. Edycja nie posiada podziału na rozdziały i wersety[34].